# Il piccolo Sherlock Holmes
Il piccolo Sherlock Holmes è un cortometraggio muto italiano del 1909 diretto da Oreste Mentasti.